# クランク (ラチェット&クランク)
クランク（Clank）は、ソニー・コンピュータエンタテインメントのゲームソフト『ラチェット&クランク』シリーズのラチェットの相棒として登場する架空の人物。
声優は大川透。

## キャラクター概要
ロボット。一人称は「ワタシ」。性格は非常に知的で好奇心が強い。
趣味はラチェットと共に銀河を旅することである。

## 制作
クランクは、もともとラチェットに複数の小型ロボットを取り付け、それぞれが異なる機能を担うという初期構想から生まれたキャラクターである。しかし、Insomniac Gamesは、三体のロボットを登場させることが構造的に複雑であり、ラチェットの外見にも混乱を招くと判断した。その結果、アイデアは一体のロボットへと集約され、最終的にクランクが誕生することとなった。
クランクは、静かで落ち着きがあり、自然体で魅力を放つロボットとして描かれている。優れた特殊能力を有しつつ、その人格もまた非常に好感の持てるものである。英語版ではデヴィッド・ケイが声を担当しており、特にクランクがステージをクリアした時や新しい武器を入手した際の演技について、「引き込まれるような魅力がある」として高い評価を受けている。
クランクは、批評家とファンの双方から概ね好意的に受け入れられている。GamesRadarは、彼を「過去10年に登場した最も優れた新キャラクター25選」の一人に選出し、「冷静沈着で、自然体のまま魅力を放つロボット」と評価した。一方で、AllGameのギャヴィン・フランクルのように、クランクに対して感情移入しづらいと感じる批評もある。彼はクランクを、「典型的な知性派であり、堅苦しく、時に潔癖すぎる」と評している。
それでもなお、クランクはシリーズ全体を通じて、ラチェットにとって欠かすことのできない相棒であり続けており、長年にわたり多くのファンから愛されているキャラクターである。

## 関連キャラクター

### ラチェット
クランクの冒険のパートナーであり、親友かつ相棒。

## 来歴
ズガガ銀河の惑星カルトゥにあるロボット工場で、戦闘用の大型ロボットが作られていたが、コンピューターのバグにより小型の不良ロボットが生まれる。このロボットはインフォボットの映像で悪党ビッグバッドボスの悪事を知り、駐機していた宇宙船を奪い逃走するも撃墜され、惑星ベルディンに墜落する。そこで少年ラチェットに拾われ、「キャプテン・クォーク」に会う条件で彼の宇宙船を起動し、自己紹介ののち「クランク」と命名される。
クォークと会うが彼はビッグバッドボスの手下であり、ショックを受けるラチェットをクランクは励ます。クォークをムーンベースGで倒し和解した後、クランクは自分を生み出した母親と惑星カルトゥで再会。惑星ベルディンでビッグバッドボスを倒し、壊れた身体で去ろうとしたところ、ラチェットの呼びかけに応え足を止めた。
1年後、活躍が忘れ去られた2人は、ラチェットがコマンドーとして「メガコープ」に雇われ惑星エンダコーに移住。クランクは謎の誘拐と電撃でショートし、ラチェットに修理されて以降行動を共にする。惑星アラノスのプリズンシップに囚われるも、女の子ロボットに助けられ脱出。メガコープ本社でDNA問題を解決し、クランクはドラマ「マル秘エージェント・クランク」の主演で有名に。
ラチェットの故郷ベルディンがエイリアン「ティラノイド」に攻撃される情報を得てズガガ銀河へ戻る。コートニー・ギアーズのミュージックビデオにネファリウスの野望を重ね、接触を試みるも誘拐され、ラチェットは偽物クロンクと戦う。クロンク撃破後、クォークを励ます。
ネファリウスを倒し、仲間をプレミア試写会に招待するが、ラチェット、アルと共に無法地帯「シャドウセクター」に拉致される。クランクはバトルボットに補助を任せ後方支援でラチェットを救出し、囚われていたヒーロー達と脱出。ズガガ銀河へ戻り、惑星ポクタルで休暇中に女の子ルナと出会い、撮影を引き受けるも彼女は連れ去られ、惑星カリドンで再会するも罠。クランクは惑星メタリスのスクラップヤードに送られ、ラチェットの危機を知り救出に向かう。ラチェットがルナを倒した後、クローン工場で首謀者オットー皇帝を撃破し事件を解決。
美術品「無限の瞳」盗難事件で、友人ラチェットが犯人逮捕される。無実を証明すべく動き、クロンクを追い詰め勝利。ラチェットの無実を明らかにし事件解決。惑星ケルヴァンで平穏に過ごすが、ラチェットを狙うクラグマイツ族の帝王タキオンに襲撃され、宇宙船で逃げるも惑星コバリアに墜落。謎の生物ゾニーに忠告を受け、ラチェットとは険悪に。やがて和解し、タキオン撃破後アポジー宇宙ステーションで休息中、クランクはゾニーにさらわれる。1年以上眠った後、銀河の時間を司る「グレートクロック」で目覚めるもネファリウスの襲撃を受け、ローレンスに感電させられ気絶。下級管理人シグマンドに救われ、父親であるゾニー長老オーバス（ビジョン）から「タイムセプター」と「タイムボム」を授かり、時間修復の任務を遂行。
修復後、マスタースイッチを教わるがローレンスの妨害で人質となり惑星バピーディアに誘拐。ラチェットに助けられ再会。ネファリウス阻止のためステーションへ乗り込むも捕らわれ、惑星モルクロンへ追放される。ゾニーの助けで脱出し、再びネファリウスを撃破。ステーションの爆発をアジマスに救われグレートクロックへ向かうが、アジマスの無理な時間遡行が銀河滅亡を招きかけるも止められる。
事件後、仲間の発見を待ち旅を続け、アフィリオンのキャノピーに乗り込む。ヒーロー業に疲れ引退を考えるが、復活したネファリウスの襲撃を受ける。ジーグルートを倒すも謎の軍団に拉致され、クォーク、ネファリウスと共に未知の惑星マグナスから脱出を目指す。元凶ニーボに辿り着くがミスターディンクルズとグリベルノックスの襲撃を受け、協力で謎の生命体を倒す。
騒動収束後、ヒーロー稼業を好むことを確認し合い続行を決意。大統領選落選のクォーク、ラチェット、クランクは戦艦フェニックス号Ⅱで防衛に奔走。ザーゴを倒し、ヴェンドラ・プローグを護送中に襲撃され艦は爆破、ヴェンドラ逃亡。クロックとゼファーを失う。惑星イェレックでポリックスの処理により異次元裂け目「ネザーバース」へ入り、惑星サイロックスでネフティンと再戦。ヴェンドラが誘拐され大量のネザーが街に溢れ、ヴェンドラの力でネザーを元の次元に戻すべくラチェット、クランク、ネフティンで協力。ヴェンドラ救出とネフティンの自首を見届ける。
平穏後、壊れたディメンジョネイターの扱いで乾いた笑いを浮かべつつも、クランクはそれを修理し保有。前作『INTO THE NEXUS』エピローグで聞いた思いを叶えるためであったが、セレモニーでネファリウスに奪われ次元を彷徨い、ディメンジョネイターの衝撃で大怪我を負い、女性ロンバックスのリベットに救われる。弱気になるもラチェットと合流し、初めて自分の並行同位体キットと出会い協力。新たなディメンジョネイターを完成させるが皇帝ネファリウスに奪われ、共に惑星ヴァイスロンのゾルドゥーム牢獄に投獄される。リベットの助けで脱出し、ネファリウス襲撃を撃退。時間収束後、修復で黄色い右腕を装着する。
これらを経て、クランクとラチェットは幾多の苦難を乗り越え、互いの絆を深めながら銀河の平和を守るヒーローとして歩み続けている。

## 技
地上では、ヘリブースターもしくはジェットブースターという技を使うことができる。
水中では、ハイドロブースターという技を使うことができ、ラチェットが水中を素早く移動するのを補助する。
ラチェット&クランク2では、クランクザッパー（クランクショッカー）というガラメカが登場し、クランクも攻撃役として活躍できるようになった。